# Batalla de Liaskowa
La batalla de Liaskowa (o Lyakhovo) tuvo lugar el 9 de noviembre de 1812 cerca de la villa de Liaskowa, donde 3.500 Cosacos bajo el comando de Vasily Vasilyevich Orlov-Denisov (también bajo Denis Vasilyevich Davydov, Aleksandr Figner y Aleksandr Nikitich Seslavin) rodearon a 2.000 soldados de la Grande Armée bajo Jean-Pierre Augereau.

## Trasfondo
Mijaíl Kutúzov en su guerra de Inanición contra Napoleón, había incrementado la guerra de guerrillas de los cosacos y la guerra popular de los campesinos, debilitando así poco a poco al ejército francés. Durante la retirada de la Grand Armée de Moscú hacia Polonia, Kutúzov con su ejército principal, evito perseguir directamente a Napoleón. Kutuzov dirigio a la Grande Armée por caminos paralelos en regiones salvajes del sur.

## La batalla
3.500 Cosacos bajo Vasily Orlov-Denisov derrotaron a 2.000 soldados de la Grand Armée  bajo Augereau. 1.750 franceses fueron tomados prisioneros.

## Consecuencias
La Grand Armée tuvo su siguiente batalla importante en la Batalla de Krasnoi.

## Literatura
- Bodart, Gaston (1908). Militär-historisches Kriegs-Lexikon (1618-1905). Consultado el 10 April 2021.
- Davidov, Denis (1999). In the Service of the Tsar Against Napoleon, 1806–1814. Greenhill Books. ISBN 1-85367-373-0.
- Riehn, Richard K. (1990). 1812 : Napoleon's Russian campaign. McGraw-Hill. ISBN 9780070527317. Consultado el 10 April 2021.

## Links externos
- Wikimedia Commons alberga una galería multimedia sobre Batalla de Liaskowa.